# 李方酒店管理集團
李方酒店管理顧問股份有限公司（Leefang Group，原名皇家季節酒店集團），是臺灣一家連鎖旅館，2003年成立於臺北市，創辦人李銘松。目前擁有5個旅館品牌。

## 歷史沿革
- 1977年，松哲會計師事務所成立，以專業的會計帳務處理，協助大台北地區商家管理並處理帳務。
- 2003年，第一個品牌皇家季節酒店成立。
- 2011年，第二個品牌頭等艙飯店成立。
- 2013年1月，第三個品牌太空艙旅舍成立。
- 2015年3月，皇家季節酒店集團更名為李方酒店管理集團。
- 2017年1月，高雄中央公園英迪格酒店開幕。
- 2020年3月，台中李方艾美酒店預計開幕。4月，台中李方艾美酒店宣告不敵2019冠狀病毒病臺灣疫情造成的旅遊大幅衰退，暫緩籌備以及資遣員工[1]。
- 2022年6月，台中李方艾美酒店因財務壓力解套，宣布於2022年8月22日起試營運，預計採先住宿、後餐飲的營運模式。

## 集團版圖
- 皇家季節酒店（Royal Seasons Hotel）：目前有台北南西館。
  - 台北南西館：本館於2006年4月正式開幕，為集團首家飯店，於2007年12月推出第二館，總共有216間房間。

- 頭等艙飯店（Airline Inn）：針對自由行旅客，目前有台北西門館、台中綠園道館及高雄站前館等3處據點。
  - 台中綠園道館：本館原為禾苑飯店，2015年2月1日取得經營權，同年10月改以頭等艙飯店為名經營。

- 太空艙（Space Inn）：以背包客為主客源，原有台北衡陽館和台北信義館等2處據點，目前皆已結束營業。
  - 2020/3/31，衡陽館結束營業。
  - 2020/5，信義館結束營業。

- 台中李方艾美酒店：集團於2013年5月買下神鑑大樓(原金沙大樓)，2015年3月動工整建，加盟萬豪酒店集團旗下的艾美酒店經營，2020年3月完工，2022年8月試營運，共有228間客房與7個餐飲空間。
- 高雄中央公園英迪格酒店：為集團委由洲際酒店集團旗下的英迪格酒店經營的飯店，於2016年12月16日開幕，有129間客房 。

## 外部連結
- （繁體中文） 李方酒店管理集團 （页面存档备份，存于）
- （繁體中文） 李方酒店管理集團的Facebook專頁